# Clean Bandit-diszkográfia
Ez a diszkográfia az angol Clean Bandit zenekar megjelent kiadványait tartalmazza, mely áll 2 kiadott stúdióalbumból, 2 db EP-ből, 14 kislemezből, melyen több közreműködő művész is hallható, valamint 16 videóklipet, és 8 remixet.
2012 decemberében megjelent a csapat első debütáló kislemeze, az A + E című mely felkerült az Egyesült Királyság kislemezlistájára is. A dal debütáló albumukon hallható. 2014 májusában megjelent a Mozart's House, mely szintén slágerlistás helyezést ért el, és a csapat egyik legjobb dala volt. A Dust Clears az album 3. kimásolt kislemeze, mely 43. helyezést ért el a kislemezlistán. Az album 4. kislemeze a Rather Be Jess Glynnel közösen szintén slágerlistás helyezést ért el.
2016-ban Sean Paul és Anne-Marie közreműködésével megjelent a Rockabye című kislemez, mely az Egyesült Királyságban hatalmas siker volt. A 2016-os karácsonyi értékesítések alapján a 2. legjobban fogyó kislemez volt. A második stúdióalbum 2018. november 30-án jelenik meg.

## Stúdióalbumok
| Cím           | Album megjelenés                                                                          | Slágerlistás helyezés | Slágerlistás helyezés | Slágerlistás helyezés | Slágerlistás helyezés | Slágerlistás helyezés | Slágerlistás helyezés | Slágerlistás helyezés | Slágerlistás helyezés | Slágerlistás helyezés | Slágerlistás helyezés | Díjak, jelölések |
| Cím           | Album megjelenés                                                                          | UK                    | AUT                   | BEL (FL)              | FRA                   | GER                   | IRE                   | NL                    | NZ                    | SWI                   | US                    | Díjak, jelölések |
| ------------- | ----------------------------------------------------------------------------------------- | --------------------- | --------------------- | --------------------- | --------------------- | --------------------- | --------------------- | --------------------- | --------------------- | --------------------- | --------------------- | ---------------- |
| New Eyes      | - Megjelent: 2014. május 30. - Label: Atlantic - Formátum: CD, LP, Digitális letöltés     | 3                     | 67                    | 39                    | 52                    | 31                    | 9                     | 22                    | 30                    | 8                     | 180                   | - BPI: Arany     |
| What Is Love? | - Megjelenés: 2018. november 30. - Label: Atlantic - Formátum: CD, LP, Digitális letöltés | ?                     | ?                     | ?                     | ?                     | ?                     | ?                     | ?                     | ?                     | ?                     | ?                     | ?                |

## EP-k
| Cím            | Megjelenés                                                                           |
| -------------- | ------------------------------------------------------------------------------------ |
| A+E            | - Megjelenés: 2012. december 7. - Label: Black Butter - Formátum: Digitális letöltés |
| Mozart's House | - Megjelent: 2013. március 29. - Label: Warner Music - Formátum: Digitális letöltés  |

## Kislemezek

### Mint vezető művész
| Cím                                                                   | Év   | Legjobb slágerlistás helyezés | Legjobb slágerlistás helyezés | Legjobb slágerlistás helyezés | Legjobb slágerlistás helyezés | Legjobb slágerlistás helyezés | Legjobb slágerlistás helyezés | Legjobb slágerlistás helyezés | Legjobb slágerlistás helyezés | Legjobb slágerlistás helyezés | Legjobb slágerlistás helyezés | Díjak, jelölések | Album                           |
| Cím                                                                   | Év   | UK                            | AUS                           | BEL (FL)                      | FRA                           | GER                           | IRE                           | ITA                           | NZ                            | SWI                           | US                            | Díjak, jelölések | Album                           |
| --------------------------------------------------------------------- | ---- | ----------------------------- | ----------------------------- | ----------------------------- | ----------------------------- | ----------------------------- | ----------------------------- | ----------------------------- | ----------------------------- | ----------------------------- | ----------------------------- | --- | ------------------------------- |
| "A+E" (featuring Kandaka Moore and Nikki Cislyn)                      | 2012 | 100                           | —                             | —                             | —                             | —                             | —                             | —                             | —                             | —                             | —                             | | New Eyes                        |
| "Mozart's House" (featuring Love Ssega)                               | 2013 | 17                            | —                             | —                             | —                             | —                             | —                             | —                             | —                             | —                             | —                             | | New Eyes                        |
| "Dust Clears" (featuring Noonie Bao)                                  | 2013 | 43                            | —                             | —                             | —                             | —                             | —                             | —                             | —                             | —                             | —                             | | New Eyes                        |
| "Rather Be" (featuring Jess Glynne)                                   | 2014 | 1                             | 2                             | 2                             | 2                             | 1                             | 1                             | 2                             | 2                             | 2                             | 10                            | - BPI: 3× Platina - ARIA: 5× Platinum - BEA: Platina - BVMI: 3× Arany - FIMI: 4× Platina - IFPI SWI: Platina - RMNZ: Platina - RIAA: 3× Platina - SNEP: Platina        | New Eyes                        |
| "Extraordinary" (featuring Sharna Bass)                               | 2014 | 5                             | —                             | —                             | —                             | —                             | 21                            | 17                            | —                             | —                             | —                             | - BPI: Ezüst - FIMI: Arany | New Eyes                        |
| "Come Over" (featuring Stylo G)                                       | 2014 | 45                            | —                             | —                             | —                             | 76                            | —                             | —                             | —                             | —                             | —                             | | New Eyes                        |
| "Real Love" (with Jess Glynne)                                        | 2014 | 2                             | 13                            | —                             | 131                           | 2                             | 26                            | 59                            | 35                            | 37                            | —                             | - BPI: Platina - ARIA: Platina - FIMI: Arany | New Eyes and I Cry When I Laugh |
| "Stronger"                                                            | 2015 | 4                             | —                             | —                             | —                             | —                             | 56                            | —                             | —                             | —                             | —                             | - BPI: Ezüst | New Eyes                        |
| "Tears" (featuring Louisa Johnson)                                    | 2016 | 5                             | —                             | —                             | —                             | 95                            | 21                            | —                             | —                             | —                             | —                             | - BPI: Platina - FIMI: Ezüst | What Is Love?                   |
| "Rockabye" (featuring Sean Paul and Anne-Marie)                       | 2016 | 1                             | 1                             | 2                             | 4                             | 1                             | 1                             | 1                             | 1                             | 1                             | 9                             | - BPI: 2× Platinua - ARIA: 5× Platina - BEA: 2× Platina - BVMI: 3× Arany - FIMI: 7× Platina - IFPI SWI: 2× Platina - RIAA: 2× Platina - RMNZ: Platinum - SNEP: Gyémánt | What Is Love?                   |
| "Symphony" (featuring Zara Larsson)                                   | 2017 | 1                             | 4                             | 4                             | 11                            | 9                             | 2                             | 8                             | 12                            | 6                             | —                             | - BPI: 2× Platina - ARIA: 4× Platina - BEA: Platina - BVMI: Platina - FIMI: 4× Platina - IFPI SWI: 2× Platina - RIAA: Arany - RMNZ: Platina - SNEP: Gyémánt            | What Is Love?                   |
| "Disconnect" (with Marina and the Diamonds)                           | 2017 | —                             | —                             | —                             | —                             | —                             | —                             | —                             | —                             | —                             | —                             | | Nem album dal                   |
| "I Miss You" (featuring Julia Michaels)                               | 2017 | 4                             | 20                            | 5                             | 112                           | 49                            | 3                             | 75                            | 17                            | 43                            | 92                            | - BPI: Platina - ARIA: 2× Platina - BEA: Platina - RIAA: Ezüst - RMNZ: Arany - SNEP: Arany                                                                             | What Is Love?                   |
| "Solo" (featuring Demi Lovato)                                        | 2018 | 1                             | 7                             | 3                             | 4                             | 1                             | 1                             | 16                            | 21                            | 2                             | 58                            | - BPI: Platina - ARIA: Platina - BEA: Arany - BVMI: Arany - FIMI: Platina - RMNZ: Arany - SNEP: Arany                                                                  | What Is Love?                   |
| "—" nem volt slágerlistás helyezés, vagy nem jelent meg az országban. |      |                               |                               |                               |                               |                               |                               |                               |                               |                               |                               | |                                 |

### Közreműködő előadóként
| Cím                                               | Év   | Legjobb slágerlistás helyezés | Album         |
| Cím                                               | Év   | BEL (FL) Tip                  | Album         |
| ------------------------------------------------- | ---- | ----------------------------- | ------------- |
| "Intentions" (Gorgon City featuring Clean Bandit) | 2013 | 88                            | Nem album dal |

## Remixek
| Dal                                      | Év   | Előadó                                       |
| ---------------------------------------- | ---- | -------------------------------------------- |
| "A&E" (Clean Bandit VIP Remix)           | 2012 | Clean Bandit                                 |
| "Waiting All Night" (Clean Bandit Remix) | 2013 | Rudimental (featuring Ella Eyre)             |
| "Wanderlust" (Clean Bandit Remix)        | 2014 | The Weeknd                                   |
| "Come Over" (Clean Bandit VIP Remix)     | 2014 | Clean Bandit                                 |
| "Love Again" (Clean Bandit Remix)        | 2015 | Rae Morris                                   |
| "To Ü" (Clean Bandit Remix)              | 2015 | Jack Ü (featuring AlunaGeorge)               |
| "Say It" (Clean Bandit Remix)            | 2016 | Flume (featuring Tove Lo)                    |
| "Stargazer" (Clean Bandit Remix)         | 2018 | End of The World                             |
| "Alone" (Clean Bandit Remix)             | 2018 | Halsey (featuring Big Sean and Stefflon Don) |
| "Drink About" (Clean Bandit Remix)       | 2018 | Seeb (featuring Dagny)                       |

## Videóklipek
| Title                                            | Year | Director(s)                 |
| ------------------------------------------------ | ---- | --------------------------- |
| "Mozart's House" (featuring Love Ssega)          | 2010 | Jack Patterson              |
| "Christmas Special"                              | 2010 | Jack Patterson              |
| "Telephone Banking" (featuring Love Ssega)       | 2011 | Jack Patterson Grace Chatto |
| "UK Shanty" (featuring Eliza Shaddad)            | 2012 | Jack Patterson              |
| "A&E" (featuring Kandaka Moore and Nikki Cislyn) | 2012 | Jack Patterson              |
| "Nightingale" (featuring Nikki Cislyn)           | 2012 | Jack Patterson              |
| "Dust Clears" (featuring Noonie Bao)             | 2013 | Jack Patterson              |
| "Rather Be" (featuring Jess Glynne)              | 2013 | Jack Patterson              |
| "Extraordinary" (featuring Sharna Bass)          | 2014 | Clean Bandit                |
| "Come Over" (featuring Stylo G)                  | 2014 | Clean Bandit                |
| "Real Love" (with Jess Glynne)                   | 2014 | Jack Patterson              |
| "Stronger"                                       | 2015 | Jack Patterson              |
| "Tears" (featuring Louisa Johnson)               | 2016 | Jack Patterson              |
| "Rockabye" (featuring Sean Paul and Anne-Marie)  | 2016 | Jack Patterson Grace Chatto |
| "Symphony" (featuring Zara Larsson)              | 2017 | Jack Patterson Grace Chatto |
| "I Miss You" (featuring Julia Michaels)          | 2017 | Jack Patterson Grace Chatto |

## Szerzőként, dalíróként
| Cím            | Év   | Előadó(k)                                    | Album                | Közreműködő (k) | Mint             | Dalíró (k) | Producer (ek)                                                           |
| -------------- | ---- | -------------------------------------------- | -------------------- | --------------- | ---------------- | --- | ----------------------------------------------------------------------- |
| "Hold My Hand" | 2015 | Jess Glynne                                  | I Cry When I Laugh   | Jack Patterson  | Producer, dalíró | Jessica Glynne, Janee Bennett, Ina Wroldsen                                                                                    | Starsmith                                                               |
| "Mad Love"     | 2018 | David Guetta and Sean Paul featuring Becky G | Mad Love the Prequel | Jack Patterson  | Producer, dalíró | Sean Paul Henriques, Pierre Guetta, Emily Schwartz, Shakira Ripoll, Rosina Russell, Giorgio Tuinfort, Ina Wroldsen, Raoul Chen | Giorgio Tuinfort, David Guetta, Jason Henriques, Banx & Ranx, 1st Klase |